# Ragogna
Ragogna là một đô thị ở tỉnh Udine trong vùng Friuli-Venezia Giulia thuộc Ý, có cự ly khoảng 90 km về phía tây bắc của Trieste và khoảng 30 km về phía tây bắc của Udine. Tại thời điểm ngày 31 tháng 12 năm 2004, đô thị này có dân số 3.006 người và diện tích là 22,4 km².
Đô thị Ragogna có các frazione (đơn vị cấp dưới) San Pietro, Muris, Villuzza, Ca' Farra, Canodusso, Pignano and San Giacomo.
Ragogna giáp các đô thị: Forgaria nel Friuli, Pinzano al Tagliamento, San Daniele del Friuli.